# Bernardo Hernández
Bernardo Hernández (* 20. August 1942 in Mexiko-Stadt), auch bekannt unter dem Spitznamen Manolete, ist ein ehemaliger mexikanischer Fußballspieler auf der Position des Stürmers.

## Leben

### Verein
Der im Stadtviertel Tepito geborene „Manolete“ Hernández durchlief die Nachwuchsabteilungen seines Heimatvereins Atlante bereits ab seinem siebten Lebensjahr. 1961 gab er sein Profidebüt für die Potros in einem Stadtderby gegen den Club América.
Mit insgesamt 71 Toren, die er zwischen 1961 und 1973 für Atlante in der mexikanischen Primera División erzielte, ist „Manolete“ der fünftbeste Torschütze in der Geschichte von Atlante in der 1943/44 eingeführten mexikanischen Profiliga. Seine erfolgreichste Saison war 1967/68, als er mit 19 Treffern Torschützenkönig der mexikanischen Liga war.

### Nationalmannschaft
Zwischen dem 5. Januar 1967, als er zu seinem ersten Länderspieleinsatz gegen die Schweiz (3:0) kam und dem 27. August 1968, seinem letzten Länderspieleinsatz gegen Chile (3:1), absolvierte Hernández insgesamt 12 Spiele für die mexikanische Fußballnationalmannschaft, in denen er zwei Tore (beim 3:0 gegen Kolumbien am 30. Januar 1968 sowie beim 1:1 gegen die Sowjetunion am 7. März 1968) erzielte. Von diesen zwölf Spielen wurde nur eins (0:2 gegen Brasilien am 7. Juli 1968) verloren.
Beim olympischen Fußballturnier, das im Oktober 1968 in Mexiko ausgetragen wurde, gehörte er zum Kader Mexikos, kam aber nicht zum Einsatz.

## Auszeichnungen
- Torschützenkönig der mexikanischen Primera División: 1967/68